# Maciej Stryjkowski
Maciej Stryjkowski, född omkring 1547 i Stryków, död omkring 1593, var en polsk 1500-talshistoriker, vars största verk var en krönika (tryckt 1582 i Königsberg) om Polens, Litauens och Rysslands historia.

## Biografi
Maciej Stryjkowski föddes 1547 i Stryków i Polen, tillbringade flera år i det militära i Litauen och blev senare präst. Han dog cirka 1593.